# Platylabus berndi
Platylabus berndi là một loài tò vò trong họ Ichneumonidae.